# Adyge-Chabl'
Adyge-Chabl' (in russo Адыге-Хабль?; in lingua cabarda: Адыгэ-Хьэблэ) è un aul della Repubblica autonoma della Karačaj-Circassia, nel Caucaso, centro amministrativo del rajon Adyge-Chabl'skij.
Il villaggio si trova 12 km a nord-ovest della città di Čerkessk.